# 林就里
林 就里（はやし なりさと）は、江戸時代初期の武士。毛利氏家臣で長州藩士。知行は1113石6斗。父は林元直。

## 生涯
慶長17年（1612年）、長州藩士・林元直の子として生まれる。元和3年（1617年）10月18日に毛利秀就の加冠を受けて元服。「就」の偏諱を与えられて、「就里」と名乗った。
元和9年（1623年）8月22日に父・元直が37歳で死去したため、翌年の元和10年（1624年）3月13日に就里が家督と知行を相続し、以後、秀就、綱広の2代に仕える。
寛永3年（1626年）12月13日に「吉兵衛尉」の官途名を、正保4年（1647年）1月14日に「肥前守」の受領名を秀就から与えられた。
寛文4年（1664年）12月18日に53歳で死去。就里には実子がいなかったため、叔父・元之の嫡男である善政が養子として後を継いだ。